# Cyclophora acutaria
Cyclophora acutaria là một loài bướm đêm trong họ Geometridae.